# Reginaldo Manoel da Silva Junior
Reginaldo Manoel da Silva Junior, meglio conosciuto come Reginaldo (Barretos, 8 luglio 1992), è un calciatore brasiliano, difensore del Goiatuba.